# Эрсисия, Ричел
Ричел Эрсисия (нидерл. Richelend Pedro Hersisia; 28 апреля 1974 г., о. Кюрасао, Нидерландские Антильские острова) — нидерландский боксёр-профессионал, выступающий в тяжёлой весовой категории. Действующий чемпион мира по версии интерконтинентальной Всемирной боксёрской федерации (WBF-Intercontinental), действующий чемпион Нидерландского королевского дома, Нидерландов и стран Бенилюкса в тяжёлом весе. Владел титулом чемпиона мира по версиям Всемирной боксёрской федерации (WBF) (2003 — 2004 гг.) и патронажной организации Всемирной боксёрской ассоциации (WBA Fedecentro) (2002 — 2004 гг.). Боевой вес — 102 кг. Значимых достижений в любительских соревнованиях не имеет.

## Профессиональная карьера
На профессиональном ринге Эрсисия дебютировал 25 февраля 2001 года в возрасте 26 лет, проводил свои бои в разных европейских странах. Колоритный темнокожий уроженец Нидерландских Антил обладал хорошими физическими данными, мощным ударом справа и важной способностью сковывать действия соперника посредством клинча. При этом из-за откровенных пробелов в технике Ричел являлся «грязным» боксёром, часто использующим в боях запрещённые правилами приёмы. Тем не менее, Эрсисия по праву считается сильнейшим голландским бойцом в новом тысячелетии.

### 2001—2002 годы
В год своего дебюта в профессиональном боксе Ричел проявлял завидную активность и дрался практически каждый месяц. В итоге к декабрю 2001-го на его счету значилось 8 побед в восьми проведённых поединках, причём 7 из них были одержаны нокаутом. Столь же победоносным получился у Эрсисии и следующий год. Пополнив послужной список ещё семью убедительными викториями над откровенно слабыми соперниками, Ричел вышел на титульный поединок.

#### 30 ноября 2002 годаРичел Эрсисия —Эдуардро Андрес Сандиварес
- Место проведения:  «Шератон Отель», Виллемстад, Нидерландские Антильские острова
- Результат: Победа Эрсисии нокаутом во втором раунде двенадцатираундового боя
- Статус: Бой за звание чемпиона мира по версии WBA Fedecentro
- Вес: Эрсисия — 106,0 кг; Сандиварес — 116,0 кг

Первый в карьере чемпионский бой Эрсисии состоялся на родине боксёра. Ни Ричел, ни его соперник, аргентинец Сандиварес (12 побед при одном поражении в 13 проведённых боях), до того момента не имели опыта затяжных поединков. Но долго свидание бойцов в ринге и не продлилось — сила ударов Эрсисии оказалась для южноамериканца неприятным сюрпризом. Предельно мотивированный «хозяин поля» уже во втором раунде сломил сопротивление оппонента и завоевал стоящий на кону пояс.

### 2003 год
2003 год начался для Ричела ещё одним титульным боем. 14 февраля в поединке за титул чемпиона Нидерландов в тяжёлом весе он нокаутировал во втором раунде румына Костела. Последующие соперники Эрсисии оказались куда более конкурентоспособными. Так, опытный польский боец Войцех Бартник оказал 15 марта в Берлине новоиспечённому чемпиону Нидерландов упорное сопротивление. Более лёгкий Бартник превосходил Ричела в скорости и упорно искал счастья в ближнем бою, где часто опережал голландца и наносил точные удары. В третьем раунде поединка рефери даже отсчитал Эрсисии нокдаун (правда, довольно сомнительный). Но Ричел все же сумел подобрать ключи к неудобному оппоненту, к тому же концовке восьмираундового боя поляк откровенно устал. С учётом очка, снятого с Бартника в шестом раунде за удар головой, итоговый результат поединка выглядел закономерным — один из судей поставил ничейные очки, а двое других назвали темнокожего голландца победителем. После заслуженного отдыха и новой подготовки Эрсисия вышел на очередной чемпионский бой.

#### 16 мая 2003 годаРичел Эрсисия —Сандро Абель Васкес
- Место проведения:  «Конгресс центрум», Гаага, Нидерланды
- Результат: Победа Эрсисии нокаутом в девятом раунде двенадцатираундового боя
- Статус: Бой за звание чемпиона мира по версии WBF
- Рефери: Харри Эрнелрийк
- Вес: Эрсисия — 105,0 кг; Васкес — 98,2 кг

В битве за чемпионский пояс Всемирной боксёрской федерации (WBF) Ричелу противостоял ветеран аргентинского бокса Сандро Абель Васкес. Несмотря на горячую поддержку трибун, Эрсисия далеко не сразу приноровился к сопернику. Во втором раунде Васкесу удалось нанести точный акцентированный удар, и голландец оказался в нокдауне. Развить успех южноамериканец не смог, а ближе к середине боя преимущество Эрсисии уже не вызывало сомнений. Ричел закончил поединок зрелищным нокаутом, эффектно отправив оппонента на настил ринга в девятом раунде, и стал чемпионом мира по версии WBF.
Последний завоёванный титул Эрсисия защитил в августе, убедительно перебоксировав в 12 раундах финского тяжеловеса Сами Эловаару. А 11 октября голландец добавил в свою коллекцию очередной пояс «местного значения». Выигрыш вакантного титула Королевского дома Нидерландов стал для Ричела достойным завершением исключительно успешного в его карьере 2003 года.

### 2004—2005 годы
20 марта 2004 года Эрсисия должен был вторично защищать принадлежавший ему пояс WBF. На титул претендовал Олимпийский чемпион 2000 года британец Одли Харрисон, не потерпевший в 14 боях своей профессиональной карьеры ни единого поражения и считавшийся в то время одной из новых надежд тяжелого веса.

#### 20 марта 2004 годаРичел Эрсисия —Одли Харрисон
- Место проведения:  «Уэмбли Арена», Лондон, Великобритания
- Результат: Победа Харрисона нокаутом в четвёртом раунде двенадцатираундового боя
- Статус: Бой за звание чемпиона мира по версии WBF
- Рефери: Иан Джон-Льюис
- Вес: Эрсисия — 108,6 кг; Харрисон — 111,1 кг

То, что бой был организован на родине Харрисона, говорило о многом. Британцы хотели воочию увидеть ожидаемый триумф очередного наследника Леннокса Льюиса, и соперник калибра Эрсисии, к тому же владевший малопрестижным, но далеко не лишним на пути к последующим высотам тяжёлого веса чемпионским титулом WBF, подходил для этого идеально. По большому счету, Ричелу было нечего противопоставить рослому, хорошо готовому физически и при этом подвижному и куда более техничному левше Харрисону. Вероятно, Эрсисии следовало уповать на свою излюбленную «грязную» манеру ведения боя с изматывающей вознёй в клинчах и надеяться на мощь удара справа. В начале поединка соперник Ричела предпочёл не форсировал события, и голландец попытался предъявить собственные аргументы. Однако стоило Харрисону прибавить в движении и увеличить количество выбрасываемых в цель ударов, как вопрос о результате боя отпал практически сразу. В четвёртом раунде переставший успевать за действиями британца Эрсисия впервые в карьере был послан в нокаут.
Итог двадцать второго поединка темнокожего голландца на профессиональном ринге изъял ноль из графы «поражения» в его послужном списке.
На восстановление Ричелу потребовалось более полугода. Проведя один разминочный бой, Эрсисия добился права сражаться за очередной скромный титул. Его соперником за пояс чемпиона стран Бенилюкса стал белорусский боксёр Сергей Дычков, имевший опыт боёв с рядом известных тяжеловесов — Томашем Бонином, Синаном Самилом Самом, Майком Молло. Во время паузы в выступлениях Эрсисия привёл в порядок свою физическую форму, сбросив около 10 кг, и сразу же заметно добавил в подвижности. По крайней мере, в бою с Дычковым он не проигрывал оппоненту в скорости, а в ударной мощи заметно превосходил, что и принесло Ричелу итоговую победу. В восьмом раунде рефери счёл состояние здоровья белоруса непригодным для продолжения дальнейшей борьбы.
В 2005 году Эрсисия предпочёл не проводить серьёзных поединков. Ни один из трёх шестираундовых боёв, в которых Ричел принял участие, не является достойным отдельного упоминания.

### 2006—2007 годы
На следующий год стало ясно, что новой попытки прорваться в списки сильнейших боксёров категории от Эрсисии и его промоутеров ждать не стоит. В 2006-м Ричел провёл всего два боя, одолев опытных, но не слишком умелых бразильских бойцов. Однако в начале 2007 года перед Эрсисией замаячили перспективы очередного титульного поединка, на который голландец настраивался со всей серьёзностью. В частности, готовить Ричела к предстоящей схватке должен был тандем новых тренеров — известных в боксёрском мире братьев Ральфа и Грациано Роккиджани. Ожидаемым оппонентом Эрсисии в борьбе за пояс интерконтинентального чемпиона мира по версии WBA являлся украинский тяжеловес Тарас Биденко.

#### 30 июня 2007 годаРичел Эрсисия —Тарас Биденко
- Место проведения:  «Порше-Арена», Штутгарт, Германия
- Результат: Победа Биденко по очкам единогласным решением судей в двенадцатираундовом бою
- Статус: Бой за звание чемпиона мира по версии WBA Inter-Continental
- Рефери: Микаэль Хук
- Счет судей: Роберто Рамирес (113—115, Биденко), Такэси Симакава (113—115, Биденко), Филипп Вербек (111—117, Биденко)
- Вес: Эрсисия — 101,5 кг; Биденко — 98,5 кг

В ранних раундах Эрсисия ничего не мог противопоставить более быстрому и техничному Биденко. Более того, обладай украинец нокаутирующим ударом, Ричелу пришлось бы ещё тяжелее. Но в середине поединка соперник Эрсисии вследствие то ли усталости, то ли иных причин перестал проявлять должную активность, и голландцу удалось выровнять бой. В заключительных раундах Ричел имел некоторое преимущество, несомненно, превзойдя соперника в количестве и точности нанесённых ударов. По окончании боя все трое судей отдали победу Биденко, хотя лишь вердикты арбитров Рамиреса и Шимакавы отражали истинное положение дел в ринге.
Потерпев неудачу в поединке за титул более весомый, нежели имеющиеся в его коллекции, Эрсисия решил продолжить сбор невысоко котировавшихся в мире профессионального бокса чемпионских поясов. 29 сентября 2007 года «Голландский Санни Листон» нокаутировал в первом раунде бразильского ветерана профессионального ринга Маркоса Селестино и стал чемпионом мира по версии WBF Intercontinental.

### 2008 год
5 сентября в шведском Карлстаде Эрсисия провёл очередной бой, вернувшись на ринг после почти годичного отсутствия. Поединку вполне можно было присвоить статус «выставочного» — Ричел и его соперник, в прошлом сильный, умелый боец, 47-летний американец Рэй Мерсер, представили на суд шведской публики и арбитров шесть двухминутных раундов. Двое судей из трёх посчитали, что ветеран тяжелой весовой категории Мерсер сделал для победы больше, нежели Эрсисия. Вряд ли Ричел в меру своего боксёрского таланта мог бы претендовать на более высокие карьерные достижения, нежели те, которых он достиг, но подобное поражение точно не украсило заключительный отрезок профессионального пути «голландского Санни Листона».